# Франсуа II де Бо
Франсуа II де Бо (Франческо II дель Бальцо, фр. François II des Baux, итал. Francesco II del Balzo, 1410—1482) — герцог Андрии и граф Монтескальозо с ок. 1444.
Сын Гильома II, герцога Андрии, и Марии Брунфорты.
Занимал высокое положение при неаполитанском дворе. В 1451 был отправлен послом Альфонса Арагонского к императору Фридриху III, затем, в 1458, к папе Пию II, чтобы поздравить того с избранием и просить инвеституру на королевство, в которой отказал предыдущий папа Каликст III.
Альфонс умер в 1458, оставив трон своему внебрачному сыну Ферранте I. Франсуа д’Андрия стал его свояком, женившись на Санче де Кьярамонте, графине Копертино, сестре королевы Изабеллы де Кьярамонте. Он остался верен королю среди всеобщего отступничества неаполитанских баронов, когда в 1460 Жан Анжуйский, сын короля Рене Доброго, вторгся в королевство, сговорившись с Джованни Антонио Орсини дель Бальцо, принцем Тарентским. Франсуа в 1462 подвергся в Андрии жестокой осаде, закончившейся почетной капитуляцией. После заключения мира, последовавшего за поражением анжуйцев у Трои, он получил в награду от короля Ферранте должности великого коннетабля и президента королевского совета, и часть земель, конфискованных у Орсини дель Бальцо. В 1477 он сопровождал в Испанию Альфонса, герцога Калабрийского, который отправился туда за Хуаной Арагонской, невестой своего отца Ферранте.
23 апреля 1438 вместе с несколькими духовными лицами обнаружил мощи святого покровителя Андрии Риккардо Андрийского, спрятанные в середине XIV века во время нападения на город войск Людовика Венгерского. В 1451 описал это событие в сочинении Inventionis et translationis gloriosi corporis sancti Richardi Anglici confessoris et episcopi Andriensis.

## Семья
Жена: Санча де Кьярамонте, графиня Копертино, дочь Тристана де Клермона (Тристано ди Кьярамонте), графа Копертино, и Екатерины Тарентской (дель Бальцо-Орсини).
Дети:
- Пирро дель Бальцо, герцог Андрии. Убит после 1487
- Анджильберто дель Бальцо, герцог Нардо. Убит после 1487